# Jack Sparrow

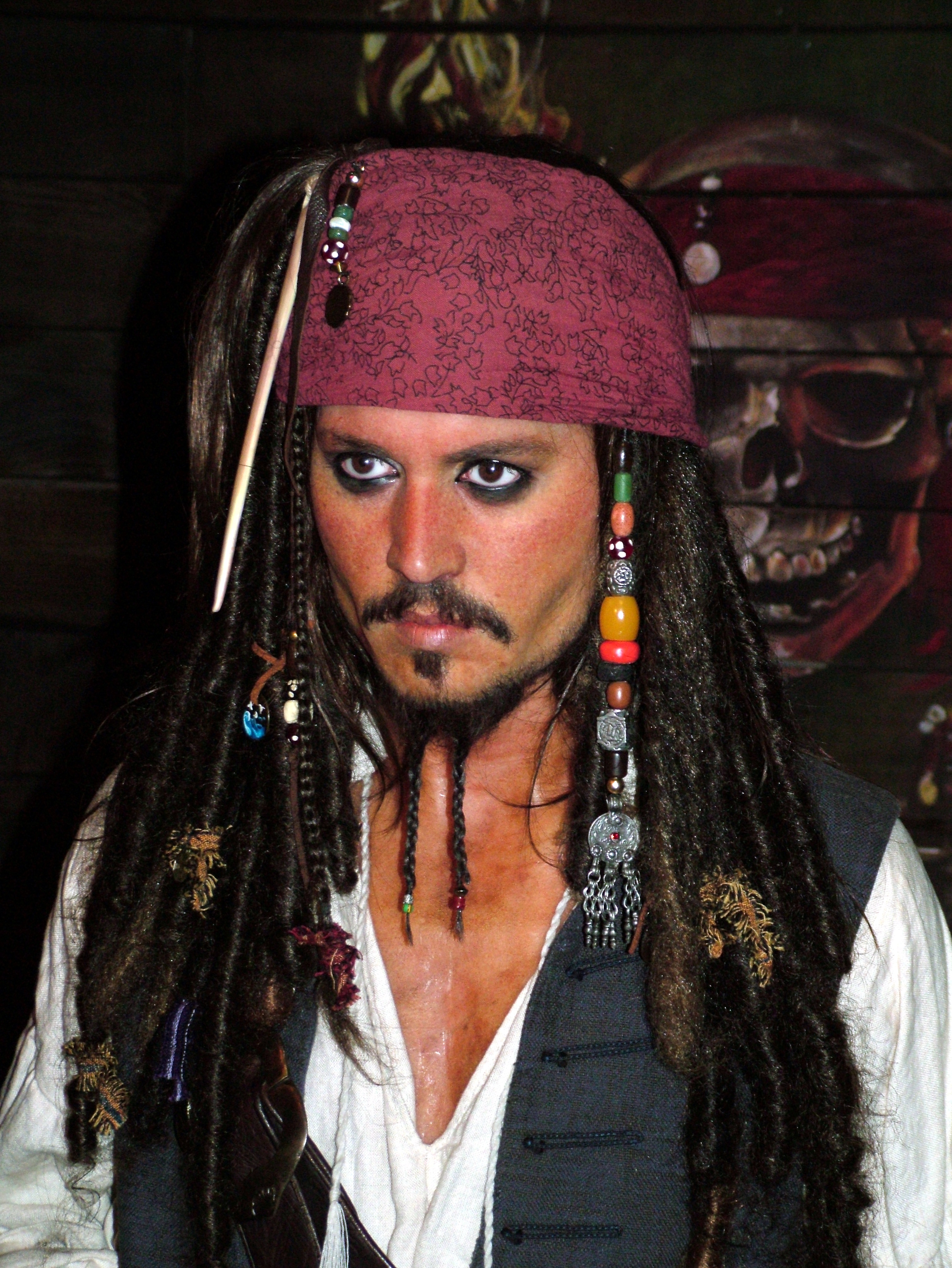
Kapitan Jack Sparrow

Jack Sparrow – fikcyjna postać i jeden z głównych bohaterów serii filmów „Piraci z Karaibów”, grany przez Johnny’ego Deppa. Jest kapitanem pirackiego statku Czarna Perła.
Jack Sparrow pojawia się we wszystkich pięciu częściach serii:
- „Piraci z Karaibów: Klątwa Czarnej Perły” (2003),
- „Piraci z Karaibów: Skrzynia umarlaka” (2006),
- „Piraci z Karaibów: Na krańcu świata” (2007),
- „Piraci z Karaibów: Na nieznanych wodach” (2011),
- „Piraci z Karaibów: Zemsta Salazara” (2017).

## Podstawowe informacje
Według Teda Elliotta i Terry’ego Rossia, twórców serii Piraci z Karaibów, Jack Sparrow miał być początkowo postacią drugoplanową, by ostatecznie zostać głównym bohaterem serii. Postać kapitana Jacka Sparrowa została zagrana przez aktora Johnny’ego Deppa, który oparł charakterystykę postaci na gitarzyście The Rolling Stones – Keicie Richardsie.
Seria Piraci z Karaibów została zainspirowana tematycznym parkiem rozrywki Disneya o tej samej nazwie. W 2006 roku park został odrestaurowany i wprowadzono do niego postać Jacka Sparrowa.
Jack Sparrow występuje również w seriach książek pt. "Pirates of the Caribbean: Jack Sparrow", "Pirates of the Caribbean: Legend of the Brethen Court" oraz "Pirates of the Caribbean: The Price of Freedom". Książki nie są dostępne w języku polskim. Postać pojawia się także w licznych grach komputerowych, m.in.: niektórych częściach serii Kingdom Hearts oraz Sea of Thieves.
W filmach Jack Sparrow jest członkiem Trybunału Braci oraz Pirackich Lordów Siedmiu Mórz. Bywa zdradliwy i niebezpieczny, ale z licznych opresji wychodzi cało, dzięki sprytowi i próbom negocjacji, z których korzysta częściej niż z broni czy siły. Za wszelką cenę stara się unikać niebezpiecznych sytuacji i walczy, tylko gdy jest to konieczne.
Sparrow pojawia się w pierwszej części, kiedy próbuje odzyskać swój statek, czyli „Czarną Perłę”, od buntowniczego pierwszego oficera – Hectora Barbossy. W następnych częściach próbuje uniknąć spłaty swojego długu wobec legendarnego Davy’ego Jonesa, jednocześnie walcząc przeciwko Kompanii Wschodnioindyjskiej, by następnie walczyć z piratem Czarnobrodym oraz demonicznym postrachem piratów – Salazarem.

## Wygląd
Jack Sparrow jest mężczyzną średniego wzrostu, ma brązowe dredy i warkocz, wąsy oraz charakterystyczną brodę z dwoma warkoczykami, na które nakłada koraliki. Jego pomalowane oczy mają ciemnobrązowy kolor. Posiada również bliznę w kształcie krzyżyka na policzku oraz otwartą, niegojącą się ranę na szczęce. Oprócz tego, na jego nadgarstku wypalona jest litera „P”, a na ciele ma tatuaż przedstawiający wróbla lecącego nad morzem w stronę słońca, pod którym widnieje imię Jack. Ubrany jest w białą koszulę, czarną kamizelkę, płaszcz, brązowe buty, szare spodnie, a głowę przewiązaną ma czerwoną chustą, na której wisi jeden z dziewięciu talarów. Często zakłada czarny kapelusz i zawsze nosi wiele pierścionków. Jack porusza się w charakterystyczny, lekko zataczający się sposób, co sprawia, że często sprawia wrażenie pijanego. Jego ruchy są jednak celowe i przemyślane – to tylko pozory chaosu, który ukrywa spryt. Na prawej ręce nosi rękawiczkę bez palców. Przez ramię ma przewieszony pas, do którego przymocowany jest kordelas i dwa inne, do których chowa pistolety. Oprócz tego zawsze trzyma przy sobie swój magiczny kompas, który nie wskazuje północy, lecz miejsce, osobę lub przedmiot, którego osoba używająca go pragnie najbardziej w danej chwili. Często towarzyszy mu butelka rumu.

## Cechy charakteru
Jack jest postacią komiczną, jego rolą jest rozśmieszanie widzów swoimi fortelami i dialogami. Jego zachowanie przypomina nieco błazna, np. podczas ucieczki Jack wymachuje rękami i wysoko podnosi nogi. Sparrow jest w dużej mierze egoistą – myśli przede wszystkim o sobie i własnym interesie. Działa on zawsze na swoją korzyść, często jest gotowy poświęcić interes przyjaciela, aby ratować własny. Nie oznacza to jednak, że Jack jest całkowicie złą postacią – stać go na bardzo szlachetne czyny.
Niegdyś porzucił załogę „Czarnej Perły”, kiedy ta była atakowana przez Krakena (potwora morskiego o wyglądzie olbrzymiej ośmiornicy), ale po namyśle zawraca i ratuje ich wszystkich. Innym razem Jacka kusi możliwość objęcia stanowiska nieśmiertelnego kapitana „Latającego Holendra”, lecz rezygnuje z tego, by ratować umierającego Willa Turnera. Rezygnuje też z Fontanny Młodości, aby uratować umierającą Angelikę Teach. Parę razy odważnie i bezinteresownie ratuje Elizabeth Swann.
Jack ma duże poczucie humoru, żartuje sobie nawet w drodze na szafot. Nie lubi, gdy ktoś wypowiada jego nazwisko bez dodania tytułu kapitana. Nieobce są mu podstępne plany, dzięki którym znajduje wyjście z trudnych sytuacji. Jest świetnym rozmówcą, ma wiele ciętych ripost gotowych na każdą okazję. Kpi z prawa, które reprezentuje Kompania Wschodnioindyjska.
Boi się śmierci, jednak w niektórych okolicznościach umie odważnie stawić jej czoła. Zna się na konwenansach, jest grzeczny wobec dam, ale niezbyt stały w uczuciach (co najczęściej kończy się dla niego siarczystymi policzkami). Jego największą miłością jest morze, bez którego boi się żyć, a jego statek „Czarna Perła” jest dla niego prawdziwą wolnością. Przypomina wiecznego chłopca, który chce się bawić i wyciągnąć z życia najwięcej przyjemności. Nie myśli o dniu jutrzejszym, często bagatelizuje wiele spraw, o których przypomina sobie po czasie.
Lubi rum, pije go w nadmiarze, czasami chodzi pijany, w wyniku czego porusza się charakterystycznym chwiejnym krokiem, co nie przeszkadza mu jednak walczyć i celnie strzelać z pistoletu. Jest dobrym szermierzem. W każdym z filmów stacza pojedynek (zwykle pod koniec filmu – wyjątkiem jest tutaj czwarta część) – w pierwszej z Hektorem Barbossą, w drugiej z Willem Turnerem i Jamesem Norringtonem, w trzeciej z Davym Jonesem, w czwartej z Angeliką Teach, a w piątej z Salazarem.
Ma dobre argumenty, aby przekonać kogoś do swojej racji, świetnie sobie radzi w kontaktach z ludźmi. Jest również zawzięty. Jeśli wytyczy sobie jakiś cel (np. zabicie Barbossy wybraną kulą), dąży do niego.
Z życia zawsze chce czerpać wszystko, co najlepsze i nie ma zamiaru tego oddawać.

## Historia

### Rozpoczęcie pirackiego życia
Według źródeł pozafilmowych kapitan Jack Sparrow urodził się jako jedyny syn Eduarda Teague’a. Piratem został przez przypadek, nie planował tego wcześniej. W latach młodości pracował dla Kompanii Wschodnioindyjskiej. Był kapitanem „Złej Wiedźmy” i służył pod rozkazami lorda Cutlera Becketta. Kazał mu on przewozić niewolników, lecz Jackowi zrobiło się żal uwięzionych ludzi i mimo zakazów lorda uwolnił ich. Gdy Beckett dowiedział się o tym, kazał spalić jego statek – wspomnianą wcześniej „Złą Wiedźmę” – a jej szczątki zatopić, zaś Jacka uczynił piratem, wyjmując go spod prawa i wypalając mu „P” na nadgarstku. Wówczas to Sparrow wszedł w komitywę z Davym Jonesem, kapitanem „Latającego Holendra”, i wynegocjował z nim, że wyciągnie mu statek z głębin. Zapłatą miało być 100 lat służby na „Latającym Holendrze” po 13 latach dowodzenia na „Złej Wiedźmie”, którą Jack przechrzcił ją na „Czarną Perłę”. Jones podniósł statek z dna, a Jack używał go do swoich celów, zdobywając wielką sławę, jak również status jednego z Pirackich Lordów Siedmiu Mórz, członka Trybunału Braci.
Warto zauważyć, że w Zemście Salazara poznajemy historię Jacka Sparrowa z innej strony. Dowiadujemy się, że był on piratem od samego początku a przynajmniej od wieku nastoletniego. Jako młody chłopak pływał jako zwykły marynarz na statku pirackim, który w pobliżu Trójkąta Bermudzkiego stoczył bój z kapitanem Salazarem, głównym antagonistą w 5. części serii. Kapitan statku przekazał dowództwo Jackowi na krótko przed swoją śmiercią. Przekazał mu również magiczny kompas wskazujący nie północ, ale to, czego człowiek pragnie. Jack dzięki świetnemu planowi pokonał Salazara i uwięził go w Trójkącie Bermudzkim. W podzięce za ten czyn otrzymał od załogi m.in. kapelusz i wisiorki, a dopiero potem wstąpił na służbę do lorda Becketta, który po incydencie z niewolnikami wyjął go spod prawa.
Jack niedługo żył jako pirat-kapitan. Po dwóch latach dowodzenia „Czarną Perłą”, jego pierwszy oficer Hector Barbossa dowiedział się o Isla de Muerta (Wyspie Umarłych) i znajdującym się na niej skarbie, składającym się m.in. z 882 azteckich medalionów w kamiennej skrzyni. Zażądał, aby kapitan wskazał mu drogę do wyspy i skarbu. Jack to uczynił. Wówczas Barbossa wzniecił bunt, porzucił Jacka na bezludnej wyspie i wykorzystywał „Czarną Perłę” do własnych celów. I tak przez 10 lat „Perła” była postrachem Karaibów i ustępowała tylko najpotężniejszym okrętom. Jednakże, za przejęcie przeklętego skarbu na Isla de Muerta Barbossa i jego załoga stała się upiorami pozbawionymi możliwości normalnego życia.

### Pościg zaBarbossą(Piraci z Karaibów: Klątwa Czarnej Perły)
Jack przez te dziesięć lat nie miał najmniejszego zamiaru zrezygnować z posiadania „Czarnej Perły”. Na bezludnej wyspie miał do dyspozycji jedynie szablę i pistolet z jedną kulą – by mógł skrócić swoje cierpienia. Nie zamierzał się zabić i zachował tę kulę dla Barbossy. Spędził na wyspie trzy dni, potem uciekł z niej „cudownym” sposobem (zabrali go przemytnicy rumu). Następnie zawarł znajomość z Tią Dalmą, od której (według wersji ze „Skrzyni Umarlaka”) Jack otrzymał swój magiczny kompas, a możliwe, że nawet z nią romansował. Wdał się też w liczne flirty i przypadkowe romanse, m.in. z Angeliką Teach oraz Anamarią. Ten ostatni skończył się tym, że Jack "pożyczył sobie" na dłużej statek swojej kochanki i nie zdołał go zwrócić, czego ona mu nie darowała.
W drodze do odzyskania Perły weszła mu panna Elizabeth Swann, która spadła z murów miasta do wody i zaczęła tonąć. Jack będący świadkiem tego zdarzenia wskoczył do wody, aby ją ratować. Udało mu się to, ale komodor James Norrington odkrył, że Jack jest piratem, i kazał go aresztować. Sparrow, zakuty w kajdanki, złapał wówczas Elizabeth i grożąc, że ją udusi, zmusił Norringtona, aby mu oddał pas z bronią, po czym wypuścił pannę Swann i zaczął uciekać. Przypadkiem trafił do kuźni, gdzie rozbił swoje kajdanki, po czym musiał walczyć na szable z Willem Turnerem (kowalskim terminatorem). W końcu jednak został złapany (kowal, nauczyciel Willa, ogłuszył go butelką) i umieszczony w więzieniu. W nocy „Czarna Perła” zaatakowała Port Royal. Dawni kompani Sparrowa nie mieli najmniejszego zamiaru go uwolnić, jedynie obrabowali miasto, porwali Elizabeth z jej azteckim medalionem i odpłynęli.
Rano u Jacka zjawił się Will, który zakochał się w Elizabeth i poprosił Sparrowa o pomoc w jej odnalezieniu. Jack najpierw odmówił, ale zmienił zdanie, kiedy dowiedział się, że chłopak ma na nazwisko Turner. Will uwolnił Jacka, po czym, wykorzystując szalupę jako łódź podwodną, obaj przeszli po dnie morza i dostali się na statek. Kiedy najszybszy okręt „Ścigacz” dogonił ich i dokonał abordażu, Will i Jack przeskoczyli na niego i uciekli, wcześniej uszkadzając ster i żagle okrętu, który opuścili. Obaj dopłynęli do Tortugi. Wcześniej Jack opowiedział Willowi, iż jego ojciec, Bill Turner pseudonim „Bucior” (w innych tłumaczeniach „Cholewa”, „Pętelka”, „Rzemyk”, „Sznurek”, „Sznurowadło”, „Sznurówka”) był piratem i kompanem Jacka i że został utopiony przez kamratów za to, iż nie poparł buntu przeciwko Jackowi – chłopak z początku w to nie uwierzył. Na Tortudze Jack napotkał swoje dwie famy: Scarlett i Giselle (obie dały mu w twarz), po czym w przydrożnej karczmie spotkali przyjaciela Jacka, Joshamee Gibbsa, który pomógł im zwerbować załogę: wśród nich Anamarię, która chciała, aby Jack zrekompensował jej utratę okrętu, grożąc, że w przeciwnym wypadku doniesie na niego władzom. Jack więc zaproponował jej „Ścigacza”, jeśli przyłączy się do nich, więc Anamaria wyraziła na to zgodę. „Ścigacz”, dowodzony przez Jacka, dotarł po przebyciu groźnego sztormu do Isla da Muerte. Tam Jack miał zamiar wynegocjować u Barbossy możliwość odzyskania Elizabeth, ale Will nie poczekał na jego plan. Ogłuszył Jacka wiosłem i sam uwolnił ukochaną, po czym cała załoga uciekła „Ścigaczem”, pozostawiając Sparrowa na wyspie. Potem doszło do konfrontacji Jacka z Barbossą. Ten nie zabił Jacka (choć najpierw chciał to zrobić), gdyż Sparrow powiedział, iż zna osobę niezbędną do zdjęcia z piratów klątwy azteckich medalionów (był nią Will).
„Czarna Perła” ścigała „Ścigacza”. Gdy go dogoniła, doszło do bitwy morskiej między tymi okrętami. Jack większość z tej bitwy przesiedział w celi na „Perle”, ale potem wydostał się i chciał odzyskać medalion, co mu się nie udało. Barbossa uwięził załogę „Ścigacza” na pokładzie, zaś Jacka i Elizabeth pozostawił na tej samej wyspie, na której porzucono Sparrowa za pierwszym razem. Oboje nie wiedząc, co robić, zaczęli pić rum. Jack upił się, zaś Elizabeth spaliła cały zapas rumu, wzniecając przy tym ogień na wiele kilometrów. Dym przywołał „Śmiałka” – najpotężniejszy znany okręt na Karaibach, którym Norrington i Gubernator Swann ścigali Jacka i Willa. Komodor chciał zostawić Willa i resztę na pastwę losu, ale Elizabeth poprosiła go, żeby zdobył „Perłę” jako prezent ślubny dla niej, więc ustąpił. Sparrow i Norrington ułożyli plan. Zgodnie z nim Jack udał się do Barbossy i dzięki negocjacjom przeklęta załoga „Perły” zaatakowała okręt brytyjski (jednakże przez naiwność i dumę Norringtona oraz przebiegłość Barbossy załoga „Śmiałka” została wzięta z zaskoczenia). Jack przez ten czas uwolnił Willa i stoczył zacięty pojedynek z Barbossą, w którym otrzymał śmiertelną ranę, ale nie zginął, gdyż wcześniej ukradł ze skrzyni jeden z azteckich medalionów, aby stać się upiorem. Po długim starciu na kordelasy Jack zabił Barbossę kulą z pistoletu, którą zachował specjalnie dla niego. Pomógł mu w tym Will, który w odpowiednim momencie rzucił do skrzyni ostatni medalion skropiony jego krwią.
Sparrow sądził, że po tym wszystkim zabierze swoją nową załogę i odpłynie z nimi w siną dal, zabierając z wyspy wszystkie skarby, ale okazało się, że jego towarzysze ukradli „Czarną Perłę” dla siebie. Wszyscy razem wrócili do Port Royal. Norrington chciał powiesić Jacka, lecz Will przeszkodził w egzekucji i uwolnił Jacka. Podczas ucieczki zostali otoczeni przez przeważające siły żołnierzy, jednak Elizabeth stanęła po stronie oskarżonych. Korzystając z okazji, Jack zeskoczył z murów miasta do morza i dostał się na „Czarną Perłę”, która właśnie po niego przypłynęła wraz z jego załogą. I tak Jack znów był kapitanem swojego statku przez około rok.

### Ucieczka przed Davym Jonesem (Piraci z Karaibów: Skrzynia umarlaka)
Jack zdawał sobie sprawę z tego, że niedługo minie 13 lat odkąd dogadał się z Davym Jonesem. Zinfiltrował więc turecką twierdzę więzienną i zdobył kawałek szmaty z odciśniętym kluczem do Skrzyni Umarlaka, w której jego wróg ukrył swoje serce. Wrócił na „Perłę”, gdzie musiał przekonywać nowych członków załogi, że płyną po skarb. Wkrótce potem spotkał Billa Turnera, który wcale nie zginął i był teraz podwładnym Jonesa. Przypomniał on Jackowi, że czas ucieka, a potem naznaczył go czarnym piętnem. Po tej rozmowie Jack ścigany był przez lewiatana Jonesa, czyli Krakena. Uciekając przed potworem, zatrzymał się na Isla Pelegostos, gdzie został wodzem Indian Pelegostosów, którzy chcieli oddać mu cześć, konsumując jego ciało. Przed tym wydarzeniem Pelegostosi złapali również Willa, który przez lorda Becketta wpadł teraz w nie lada kłopoty. Jack został już przywiązany do pala i miał być spalony, ale na wieść o ucieczce jego ludzi Pelegostosi rzucili się za nimi w pościg, więc Jack zdołał uciec na „Czarną Perłę”, gdzie czekała jego załoga. Jack, dowiedziawszy się o kłopotach Willa i Elizabeth, najpierw nie chciał im pomóc, lecz potem wyraził zgodę i wszyscy odwiedzili czarownicę Tię Dalmę, która w zamian za podarowaną jej przez Sparrowa małpkę Barbossy pomogła bohaterom, dając im dobre rady, opowiadając o Davym Jonesie, a także podarowała Jackowi słój z ziemią, co miało go ochronić przed zgubną potęgą „Holendra”. Warto przy tym zauważyć, że gdy Tia Dalma wypuściła z klatki małpkę kapitana Barbossy, zwierzę pobiegło za ścianę i wtedy zostały pokazane buty należące właśnie do Hectora Barbossy. Świadczy to o tym, że Tia Dalma już wtedy próbowała wskrzesić zabitego w pierwszej części „Piratów” przeklętego ex-kapitana „Czarnej Perły”.
Następnie doszło do konfrontacji z Jonesem. Will udał się na „Latającego Holendra”, aby ukraść klucz do Skrzyni Umarlaka, ale nie udało mu się to, gdyż został schwytany, zaś Davy domyślił się, że „Perła” jest w pobliżu, i wszystkich złapał. Jack jednak nie dał się zbić z pantałyku. Wynegocjował warunki swojego uwolnienia: sto potępionych dusz w zamian za wolność jego duszy. Jones wyraził na to zgodę i zdjął z dłoni Jacka piętno, ale zatrzymał Willa jako zastaw. Jack miał trzy dni na spłatę długu. Postanowił go spłacić go, werbując nowych członków załogi. „Czarna Perła” udała się więc na Tortugę, aby znaleźć sto dusz. Jackowi udało się jednak zwerbować jedynie kilku szaleńców, w tym także byłego komodora Jamesa Norringtona i Elizabeth Swann, która poszukiwała zaginionego Willa. Elizabeth dołączyła do załogi jako ostatnia, Jack zaś, nie mogąc za pomocą swej magicznej busoli odnaleźć Isla Cruces (gdzie znajdowała się Skrzynia Umarlaka z sercem Davy’ego Jonesa), pożyczył kompas Elizabeth, której wcześniej wmówił, że znalezienie Skrzyni to jedyny sposób na ocalenie Willa. Rozpoczęła się podróż, podczas której Jack otrzymał list korsarski od Becketta, który przywiozła mu Elizabeth – dzięki niemu Sparrow mógł odzyskać wolność w zamian za oddanie się pod usługi Kompani Wschodnioindyjskiej. Propozycję odrzucił. Na statku Jack zalecał się do Elizabeth, która nie tylko odrzuciła jego zaloty, ale nawet przekonywała go, że nie jest egoistą. Podczas podróży wróciło na dłoń Jacka czarne piętno. Wreszcie cała grupa dotarła na Isla Cruces (Wyspę Krzyży). Tam znalazła zakopaną Skrzynię Umarlaka z sercem Davy’ego Jonesa. Nad Skrzynią doszło do bójki, bowiem każdy ze znalazców chciał użyć serca do innego celu: Jack chciał ocalić swoją skórę i zniszczyć grożącemu morzom i oceanom Krakena, Norrington chciał oddać serce Beckettowi i odzyskać dawne stanowisko, zaś Will (który w międzyczasie zjawił się na wyspie z kluczem do Skrzyni) – ratować dwukrotnie potępionego ojca. Jack stoczył więc z Willem i Norringtonem potrójny pojedynek na plaży wyspy, potem w starej dzwonnicy, gdzie odzyskał klucz i podburzył próbującego go zabić Norringtona przeciwko Willowi. Potem Sparrow chciał uciec, ale wpadł do dołu, zaś kiedy z niego wyszedł, wleciał w okowy młyńskiego koła, gdzie toczyli ze sobą pojedynek Will i Norrington. Klucz zleciał Jackowi z szyi i zawisł na kole. Sparrow musiał włożyć wiele wysiłku w odzyskanie go. W tym samym momencie na Isla Cruces zjawiła się załoga „Latającego Holendra” i próbowała ukraść Skrzynię Umarlaka. Jack pokonał jednego z upiornej załogi, otworzył Skrzynię kluczem i wyjął z niej serce, po czym schował je do słoja z ziemią. Niestety, Norrington ukradł mu je razem z listem korsarskim oraz pustą Skrzynią Umarlaka i uciekł rzekomo po to, aby zgubić pościg załogi „Holendra”. Jack i jego załoga wrócili na „Czarną Perłę”, która zaczęła uciekać przed „Latającym Holendrem”. Początkowo Jack chciał się potargować o serce Jonesa z jego mrocznym właścicielem (nie miał pojęcia, że serce ukradł mu komodor), ale z negocjacji nic nie wyszło. „Perła” uciekła przed „Holendrem”, ale chwilę później zaatakował ją Kraken. Jack wziął więc szalupę i podczas zamieszania zaczął uciekać, ale kiedy spojrzał na swój magiczny kompas, okazało się, że jego miejsce jest z załogą. Wrócił na „Perłę” i celnym strzałem z muszkietu wysadził beczki z prochem, powodując chwilowy odwrót Krakena, po czym nakazał ewakuację. Elizabeth, udając wzruszenie, pocałowała Jacka namiętnie w usta. Nie zrobiła jednak tego z miłości, ale po to, aby nie zwrócił on uwagi na to, że go przykuła do masztu. Sparrow został więc na pokładzie. Nim wyjął rękę z okowów, Kraken powrócił i pożarł statek razem z jego kapitanem, który ruszył z nim do walki. Potwór zawlekł statek do Luku Davy’ego Jonesa. Jednocześnie Norrington dostarczył Beckettowi serce Jonesa, dzięki czemu został admirałem jego floty, zaś sam lord postanowił skutecznie rozprawić się z piratami oraz swymi prywatnymi wrogami, jak i również rozszerzyć władzę Kompanii Wschodnioindyjskiej na cały świat. Tymczasem u Tii Dalmy zebrała się ocalała załoga „Perły”, która postanowiła za namową czarownicy popłynąć do Luku Davy’ego Jonesa i odnaleźć tam Jacka. Wtedy na samym końcu filmu zostaje pokazany, ku zdziwieniu załogi „Czarnej Perły”, wskrzeszony kapitan Hektor Barbossa, który zgadza się popłynąć po Jacka tylko dlatego, że rozbrzmiała pieśń wzywająca piratów na Trybunał Braci, który bez Sparrowa, jako jednego z pirackich wodzów, się nie odbędzie. Barbossa chciał na nim zaproponować uwolnienie morskiej bogini Calypso zaklętej w ludzkiej postaci, a prócz tego pragnął odzyskać „Czarną Perłę”.

### Rozprawa z Beckettem (Piraci z Karaibów: Na krańcu świata)
„Czarna Perła” była w pułapce z jej kapitanem w Luku Davy’ego Jonesa. Jack spędził tam wiele dni na walce z własną osobowością. Wkrótce jednak do Luku dotarli jego przyjaciele z odrodzonym przez Tię Dalmę Hectorem Barbossą na czele. Przyzwali oni „Czarną Perłę” i Jacka na plażę, skąd mieli ruszyć do normalnego świata. Jack nie wiedział, że jego przyjaciele przyszli mu z pomocą. Początkowo sądził, że ma omamy wzrokowe, ale wreszcie okazało się, że oni wszyscy żyją i przybyli go uwolnić, a raczej (jak w przypadku Willa i Barbossy) odzyskać „Perłę”. Rozpoczęła się podróż do normalnego świata. Podczas drogi Jack wykłócał się z Barbossą o to, do kogo należy „Perła”. Potem, podczas gdy nikt nie wiedział, jak wydostać się z Luku, Jack odgadł, w jaki sposób można to zrobić – należało rozbujać statek do góry dnem. Tak też się stało i po chwili wszyscy byli w normalnym świecie. Jack z początku nie chciał wspomagać kompanów w walce z Beckettem i Jonesem (obaj panowie byli w sojuszu, gdyż ten pierwszy miał serce tego drugiego), ale poruszony wyrzutami sumienia, postanowił walczyć. Cały czas jednak bał się tego, co załoga dowiedziała się od spotkanego w Luku ducha Gubernatora Swanna – ten, kto zabije Jonesa, zajmie jego miejsce jako kapitan „Latającego Holendra”. Jack zastanawiał się, czy wziąć na swoje barki tak poważne zadanie, czy lepiej sobie odpuścić. Podczas zwiedzania wyspy, gdzie załoga napotkała trupa Krakena (zabił go Jones na rozkaz Becketta), Will zdradził Jacka i pozostałych chińskiemu piratowi Sao Fengowi – chciał w ten sposób zdobyć „Perłę”, aby uratować ojca, a poza tym podejrzewał, że Jack i Elizabeth są w sobie zakochani. Później Feng zdradził Willa Beckettowi, ten zaś oszukał Fenga, a także chciał przekabacić Jacka na swoją stronę – zaproponował mu współpracę i zażądał, aby Sparrow zdradził kryjówkę piratów, grożąc mu przy tym śmiercią. Jack odmówił, udając niezdecydowanego. W międzyczasie Sparrowowi udało się zawiązać rozejm z Barbossą i Sao Fengiem. Na mocy sojuszu Jack odzyskał „Czarną Perłę” i wszyscy uciekli Beckettowi. Will za zdradę został zamknięty w kubryku, ale uciekł w nocy, wcześniej jednak wypuszczając znaki do Becketta, aby ten wiedział, gdzie ich szukać. Jack przyłapał go na próbie ucieczki do Becketta i Jonesa i pozwolił mu na nią, aby chłopak mógł się zobaczyć z ojcem i zrealizować plan Jacka polegający na wciągnięciu siły Kompani Wschodnioindyjskiej w pułapkę.
Wreszcie „Czarna Perła” dotarła do Miasta Wraków, gdzie Jack spotkał swojego ojca, który stał na straży kodeksu piratów. Odbyło się konklawe Dziewięciu Pirackich Wodzów (Jack był jednym z nich). Na obradach Sparrow zaproponował, aby stanąć do walki z Beckettem i wybrać króla piratów. Odbyło się głosowanie – nieuczciwe, bowiem każdy wódz oddawał głos na samego siebie. Królem piratów ostatecznie została Elizabeth Swann (została ona jednym z wodzów na miejsce poległego w walce z „Holendrem” Sao Fenga), do czego Jack się znacznie przyczynił, gdyż oddał swój głos na Elizabeth, która też głosowała na siebie. Po wyborze króla piratów floty przeciwników zebrały się – Kompania Wschodnioindyjska miała jednak potężniejsze siły. Odbyły się więc negocjacje. Jack, Barbossa i Elizabeth wyruszyli na spotkanie z lordem Cutlerem Beckettem, Davym Jonesem i Willem Turnerem, który był bardziej ich więźniem niż sojusznikiem. Podczas rozmów Beckett zrzucił cień podejrzenia za zdradę miejsca kryjówki piratów na Jacka. Sparrow próbował się tłumaczyć, ale nie wyszło mu to zbyt dobrze. Wreszcie na mocy negocjacji Elizabeth zamieniła Jacka na Willa. Sparrow wylądował w celi pod pokładem „Latającego Holendra”. Znowu musiał zmierzyć się ze swoją osobowością, wreszcie jednak otworzył sobie drzwi sposobem, którego nauczył się od Willa.
Wreszcie doszło do bitwy. Wcześniej Barbossa uwolnił z cielesnej powłoki Calypso (czyli Tia Dalmę). Calypso w ramach zemsty na Jonesie (swoim dawnym kochanku, który zdradził Pierwszemu Konklawe Piratów, jak ją uwięzić w cielesnej postaci) wywoła wielki sztorm i wir morski, gdzie wpłynęła „Perła” i „Holender”. Wir osłabił szybkość pirackiego statku, ale także moc i siłę statku Jonesa, więc szanse były wyrównane. „Czarna Perła” ostrzeliwała się z „Latającym Holendrem”. Na „Holendrze” Sparrow uciekł z lochów, ukradł Skrzynię Umarlaka, po czym pojedynkował się długo i zaciekle z Jonesem na maszcie jego okrętu. Potem do walki niechcący wmieszali się również Will i Elizabeth. Jack korzystając z tego, że nikt na niego nie patrzy, ukradł klucz do Skrzyni Jonesowi i wydobył jego serce. Już miał je przebić szablą, ale Jones śmiertelnie zranił Willa. Jack, żeby uratować przyjaciela, musiał przebić serce Jonesa ręką na półmartwego Williama, po czym zabrał Elizabeth i razem z nią wydostał się z „Latającego Holendra” za pomocą żagla, który posłużył im za balon. Młody Turner przeżył, został kapitanem „Holendra” i wspólnie z „Perłą” zniszczył okręt Becketta, który zginął podczas ostrzału. Piraci osiągnęli miażdżące zwycięstwo nad Kompanią Wschodnioindyjską, której to flota, widząc śmierć Becketta, uciekła. Jack pożegnał się z Elizabeth, po czym popłynął do Tortugi. Tam jednak spotkała Sparrowa niemiła niespodzianka – kiedy wyszedł na miasto sprowadzić dwie znane mu już kobiety: Scarlett i Giselle, zastał w porcie tylko śpiącego Gibbsa, zaś statku nie było. Okazało się, że Barbossa znowu ukradł Jackowi „Czarną Perłę” – nie wiedząc jednak, że Jack nieco wcześniej skradł mu mapy do miejsc ze skarbami. Od razu, kiedy tylko odkrył brak swojego statku, Sparrow rozstał się z panienkami (dostał od nich w twarz, ale potem wysłał Gibbsa, aby je pocieszył), po czym popłynął małą szalupą z mapami na poszukiwanie nowych przygód. Z mapy, jaką oglądał pod koniec trzeciej części, wynika, że płynął na poszukiwanie tzw. Źródła Wiecznej Młodości.

### W poszukiwaniu Fontanny Młodości (Piraci z Karaibów: Na nieznanych wodach)
Jack w swej podróży dopłynął do Londynu, gdzie ustalił fakty dotyczące Źródła Wiecznej Młodości, zwanego też Fontanną Młodości. W tym samym czasie udawał również znanego londyńskiego sędziego i przewodniczył rozprawie sądowej, aby wydostać z aresztu swego towarzysza, Joshamee Gibbsa, którego wzięto za kapitana Sparrowa. Razem uciekli powozem powożonym przez przekupionego woźnicę. Podczas podróży Jack dowiedział się o swoim sobowtórze, który w imieniu Sparrowa werbuje w miejscowym porcie załogę. Plan Jacka jednak nie powiódł się, gdyż woźnica otrzymał większą zapłatę od żołnierzy, którym teraz wydał obu piratów. Gibbs trafił do lochów, zaś Jacka doprowadzono do samego króla Jerzego II, który pragnął dotrzeć do Fontanny Młodości przed Hiszpanami. Kapitan Sparrow podczas rozmowy w pałacu królewskim spotkał swego starego znajomego – Hectora Barbossę. Ten przyznał mu się, że utracił nogę i „Czarną Perłę” w walce z groźnym piratem Czarnobrodym i oddał się służbie Koronie w charakterze korsarza. Król zaproponował Sparrowowi ułaskawienie w zamian za znalezienie Fontanny, Jack jednak odmówił i uciekł z pałacu. Po krótkim pościgu kapitan wylądował w tawernie „Córka Kapitana” wraz ze swoim ojcem, który w ostatniej chwili ratuje mu życie. Jack dowiedział się od niego o odbywającym się właśnie w lokalu werbunku załogi na okręt „kapitana Sparrowa”. Jack postanowił zmierzyć się ze swoim sobowtórem. Wdał się z nim w walkę, po której odkrył, że jego sobowtórem jest stara znajoma, Angelika, którą swego czasu Jack uwiódł, gdy „przypadkiem” trafił do hiszpańskiego klasztoru (wziął go za dom publiczny). Po chwili walki do lokalu wpadli żołnierze, a Jack i Angelika uciekli przed nimi, skacząc do morza. Na brzegu Sparrow został jednak trafiony usypiającą strzałą. Pirat obudził się jako załogant okrytego złą sławą statku „Zemsta królowej Anny”. Szybko ustalił fakty i dowiedział się, że Angelika jest córką kapitana Edwarda Teacha zwanego Czarnobrodym, który ze strachu przed śmiercią kierował się do Źródła Wiecznej Młodości.
Jack nie próżnował i zorganizował na statku bunt, który został jednak szybko stłumiony za sprawą magicznych mocy Czarnobrodego. Sparrowowi udaje się porozmawiać z Edwardem Teachem i uzgodnić, że zaprowadzi go do Źródła – argumentami w tej rozmowie były laleczka voodoo z podobizną Jacka oraz propozycja Angeliki, że odda mu „Czarną Perłę”, jeśli wyprawa się powiedzie. Po kilku dniach statek dotarł do „Zatoki Białych Pian”, gdzie piraci polowali na syrenę (jej łzy były potrzebne do rytuału). Kiedy schwytali „morską istotę”, to wraz z nią udali się do Źródła lądem, prowadzeni przez Jacka. Na ich drodze stanęła jednak przepaść. Sparrow zgodził się skoczyć z niej do rzeki i zdobyć dwa kielichy legendarnego konkwistadora Juana Ponce de Leona, również potrzebne do rytuału. Dotarł do statku Ponce de Leona, spotkał tam jednak Barbossę. Okazało się bowiem, że na polecenie króla Jerzego II Hektor, wspomagany przez wyciągniętego z lochów Gibbsa, szuka Fontanny. Zauważając, że kielichy zostały już zabrane przez Hiszpanów (również szukających Źródła, choć z innych powodów niż Anglicy), obaj przeciwnicy postanowili współpracować. Udali się do hiszpańskiego obozu, gdzie zostali schwytani. Hector i Jack, korzystając z wolnego czasu na rozmowę, wyjaśnili sobie kilka kwestii. Wynikło z rozmowy, że Barbossa, pracując dla króla, myślał jedynie o zemście na Czarnobrodym, przez którego stracił okręt i nogę. Wkrótce obu piratom udało się uciec razem z kielichami, mając nowy, doskonały plan działania. Kapitan Sparrow dotarł z kielichami do Teacha i razem z nim i jego piratami dotarł do Fontanny. Wcześniej jednak dał Gibbsowi swój kompas.
Sparrow, Czarnobrody, Angelika i załoga dotarli do Źródła Wiecznej Młodości, gdzie oprócz Żywej Wody natknęli się na wielkie skarby. Przerwało im jednak pojawienie się Hectora Barbossy, który wraz ze swoją załogą oficjalnie aresztował Edwarda Teacha w imieniu króla Anglii. Ten jednak nie zamierzał się poddać i obaj wrogowie wdali się w walkę. Jackowi udało się wówczas zdobyć łzy syreny, które miała Angelika. Walkę przerywali Hiszpanie, którzy zniszczyli pogańską świątynię pod pretekstem szerzenia chrześcijaństwa oraz zaczęli rabować znajdujące się tam skarby. Hector skorzystał wówczas z okazji i przebił Czarnobrodego zatrutą szablą, po czym zadowolony wycofał się z walki. Angelika, chcąc ratować ojca, wyciągnęła mu szablę z boku, sama się przy tym jednak zacinając. Jack, aby ratować dziewczynę, szybko przygotował kielichy – jeden bez łzy zabierający życie i drugi ze łzą syreny dający życie. Ponieważ Edward Teach chciał, aby córka poświęciła się dla niego, Jack dokonał małego podstępu z kielichami. Ten bez łzy podał Czarnobrodemu, a ten ze łzą Angelice. W ten sposób mroczny kapitan niechcący ocalił swą córkę od śmierci, oddając jej w zamian swoje życie. Kapitan jednak nie zamierzał dłużej bratać się z przebiegłą córką Teacha i zostawił ją na bezludnej wyspie, wyznając jej przy tym miłość. Następnie, już na stałym lądzie, spotkał się z Gibbsem, któremu udało się dostać na statek Czarnobrodego i wykraść „Czarną Perłę” zamkniętą w butelce za pomocą czarów. Teraz Jack musiał znaleźć sposób, aby wydostać „Perłę”. Prócz tego Gibbs zabrał również inne, zamknięte w buteleczkach statki i zaproponował, żeby stworzyć z nich własną flotę, co Jackowi bardzo odpowiadało. Jednocześnie Barbossa porzucił służbę u króla Anglii i przejął dowodzenie nad „Zemstą królowej Anny”.

### Kolejne spotkanie z Salazarem (Piraci z Karaibów: Zemsta Salazara)
Dwa lata po odkryciu Fontanny Młodości Jack przeżywał upadek swojej świetności. Stał się zwykłym pijakiem, a jego próby kradzieży zazwyczaj kończyły się niepowodzeniem. Bez statku nie miał możliwości wypłynięcia w morze. Po pewnym czasie zbudował sobie prymitywny statek, który nazwał „Zdechłą Mewą”. Członkami jego załogi byli przede wszystkim Scrum, Gibbs i karzeł Marty. Pewnego razu Jack zaplanował wraz z nimi napad na bank, jednak przed akcją upił się i spędził upojną noc w sejfie z... żoną miejscowego urzędnika. Gdy rano otworzono sejf, odkryto tam obecność skacowanego Jacka i jego kochanki. Chwilę później załoga Jacka rozpoczęła akcję, przywiązując kasę do powozu, po czym zaczęła z nią uciekać, niechcący porywając ze sobą cały budynek banku. Niestety, podczas ucieczki całe złoto wysypało się i piraci pozostali z niczym, wskutek czego załoga Sparrowa okazała swoje niezadowolenie i odeszła od niego, uznając, iż ich kapitan jest już wrakiem człowieka. Załamany tym faktem Jack po kolejnej ucieczce żołnierzom trafił do baru, gdzie oddał swój kompas za butelkę rumu. Czyn ten był dla Jacka przełomowy, ponieważ w ten sposób zdradził swój szczęśliwy artefakt, przez co uwolnił Salazara z diabelskiego Trójkąta Bermudzkiego. Nieco później Jack został aresztowany i wtrącony do lochu. Tam odwiedził go Henry Turner – syn Willa Turnera i Elizabeth. Henry poinformował Jacka, w jakiej znajduje się sytuacji, i uświadomił go, że uratować go może tylko Trójząb Posejdona – niezwykły artefakt posiadający moc zniesienia wszystkich klątw na morzach i oceanach. Młody Turner chciał zdjąć klątwę ze swojego ojca i był przekonany, że bez Jacka nie mógł tego dokonać. Po pewnym czasie Jack trafił na egzekucję, gdzie miał zginąć razem z Cariną Smyth, młodą kobietą niesłusznie oskarżoną o czary. Z opresji uratowała go jego była załoga, której Henry Turner zapłacił za to 10 srebrników.
Po ucieczce spod szafotu Jack dokonał udanego wodowania swojej „Zdechłej Mewy”, na co Marty ze zdziwieniem krzyknął: „Nie tonie!”. Głównym nawigatorem okręciku została Carina, która była w posiadaniu pamiętnika, w którym znajdowały się odpowiednie wskazówki. Dziewczyna nie chciała pomagać piratom, ale Jack zmusił ją do tego, grożąc, że jeśli tego nie zrobi, to przeciągnie Henry’ego pod kilem – w rzeczywistości wcale nie zamierzał tego zrobić, ale liczył, iż zakochana w młodzieńcu dziewczyna ustąpi pod wpływem takich argumentów. Po pewnym czasie Salazar odnalazł statek Sparrowa, przez co wybuchł bunt załogi „Zdechłej Mewy”. Na jego mocy Jack razem z Henrym i Cariną byli zmuszeni uciekać szalupą na pobliską wyspę. Wszystkim bohaterom udało się tam dostać na czas mimo pościgu przeciwników oraz służącym pod ich rozkazami na wpół umarłymi rekinami. Podczas ucieczki Henry wypadł za burtę i o mało nie zginął, ale w ostatniej chwili Jack zdążył wciągnąć go na pokład szalupy. Ani Salazar, ani jego ludzie nie mogli zejść na ląd, gdyż rozsypaliby się w proch, gdyby to zrobili, więc Sparrow przeżył pierwsze bliskie spotkanie ze swoim wrogiem. Już na wyspie Jack z towarzyszami został schwytany w pułapkę. Całą trójkę pojmał pirat, któremu Jack (jak zwykle) był winny dużą ilość pieniędzy. W zamian za anulowanie długu zażądał on, aby Sparrow ożenił się z jego bardzo brzydką siostrą. Mało co nie doszło do zaślubin, jednak niedoszłego pana młodego z opresji uratował Barbossa, którego Salazar zmusił do ścigania Jacka. Barbossa zabił wierzyciela Jacka i oznajmił, co go sprowadza, ale oświadczył, iż zamiast wydać Jacka, woli wraz z nim znaleźć Trójząb Posejdona i z jego pomocą zniszczyć Salazara – miała to być zemsta Hectora za to, iż Salazar zatopił kilka okrętów z jego pirackiej floty, zabił mu załogę, a jego samego zmusił do współpracy. Następnie Barbossa uwolnił „Czarną Perłę” z butelki (rozbił ją swoim zaczarowanym kordelasem odebranym Czarnobrodemu), a Jacka zabrał ze sobą jako kartę przetargową. Przywiązał go do masztu i wyruszył na podróż w poszukiwanie Trójzębu Posejdona. Podczas rejsu doszło do rozmowy Jacka z Hectorem, podczas której wyszło na jaw, że Carina to córka Barbossy, porzucona przez niego przed laty, po śmierci swej matki. Barbossa, widząc swoje dziecko jako dorosłą kobietę, czuł dumę i wzruszenie. Choć próbował ukryć emocje pod maską szorstkiego pirata, w jego oczach pojawiły się łzy – po raz pierwszy od wielu lat. Nie powiedział jej, że jest jej ojcem, ale chronił ją do końca, jakby chciał nadrobić wszystkie stracone lata. Carina dostrzegła jego wisiorek w kształcie gwiazdy, taki sam jak jej, i nagle wszystko stało się jasne. W ciszy, bez słów, ich spojrzenia spotkały się – jedno pełne zdziwienia, drugie przepełnione żalem i miłością. Carina zrozumiała, że ten mężczyzna, którego znała ledwie chwilę, poświęcił dla niej wszystko. Nie miał jednak czasu nadrobić straconych lat, gdyż po pewnym czasie dopadło ich niebezpieczeństwo w postaci angielskiego okrętu wojennego, który od kilku dni ścigał Jacka i zdołał pochwycić jego załogę. Zanim jednak doszło do ataku, pojawił się Salazar, który wymordował Anglików i napadł na „Perłę”. Podczas ataku uwolniony z więzów Jack został zmuszony do ucieczki, a potem do stoczenia pojedynku ze swoim nemezis. Załoga Sparrowa, korzystając z zamieszania, przeskoczyła na pokład „Czarnej Perły” i dołączyła do jej obrony, jednak ludzie Salazara ze względu na swe moce mieli nad nimi przewagę. Całą sytuację uratowała Carina, która odnalazła wyspę, na której Trójząb Posejdona powinien być ukryty, i skierowała w jej kierunku okręt. Bojąc się kontaktu z lądem, Salazar uciekł z „Perły”, porywając ze sobą Henry’ego.
Bohaterowie dotarli w końcu do Trójzębu, który był ukryty na dnie oceanu. Moc uaktywnionego Trójzębu rozdzieliła wody i poszukiwacze mogli dostać się do artefaktu. Nagle Jacka i jego kompanów zaatakował Salazar, który przejął ciało Henry’ego, co pozwoliło mu zejść na ląd. Stoczył on walkę ze Sparrowem i gdy wszedł w posiadanie artefaktu, opuścił ciało młodego Turnera. Jack o mało nie zginął nadziany na Trójząb, ale w ostatniej chwili Henry zniszczył artefakt, rozbijając go kordelasem. W ten sposób zniesione zostały wszystkie klątwy, jakie istniały na morzach i oceanach. Salazar znów stał się człowiekiem, jego załoga również, jednak bez mocy Trójzębu wody, które wcześniej się rozstąpiły, teraz zaczęły powracać na swoje miejsce i wszystkim groziło utonięcie. Z pomocą swoim marynarzom przyszła „Perła” z opuszczoną kotwicą, na której stał Barbossa. Jack, Henry i Carina zaczęli wspinać się po kotwicy na statek, ale niestety zrobił to też Salazar i kilku jego ludzi. Gdy Barbossa dostrzegł Salazara oraz to, że ciężar przeciwników opuścił łańcuch „Perły” w dół, co groziło im wszystkim utonięciem, postanowił się poświęcić. Z szablą podaną mu przez Jacka rzucił się w głębiny oceanu, przebił na wylot swoją bronią Salazara i pociągnął za sobą w dół jego i jego ludzi, dzięki czemu Sparrow z Henrym i Cariną mogli wrócić bezpiecznie na „Perłę”. Gdy do tego doszło, Jack oddał honory Barbossie, mówiąc: „Piracka dola, Hectorze”.
Po tych wszystkich wydarzeniach Henry oraz Carina (którzy zostali parą) na pokładzie „Czarnej Perły” dostali się na wyspę, na której mieszkała Elizabeth. Jack obserwował przez lunetę powrót (wolnego już od klątwy) Willa do domu i radosne powitanie go przez żonę, syna i przyszłą synową. Następnie Sparrow znów odzyskał dowództwo nad swoim ukochanym statkiem, Gibbs i reszta załogi zasalutowała mu, a małpka Barbossy posłusznie oddała mu jego magiczną busolę i przyjaźnie usiadła mu na ramieniu. „Czarna Perła” ponownie dowodzona przez kapitana Jacka Sparrowa wyruszyła za horyzont, ku nowym przygodom.